# Ligdia coctata
Ligdia coctata är en fjärilsart som beskrevs av Achille Guenée 1858. Ligdia coctata ingår i släktet Ligdia och familjen mätare. Inga underarter finns listade i Catalogue of Life.